# Kurzschnabelsylvietta
Die Kurzschnabelsylvietta (Sylvietta philippae) ist ein wenig erforschter Singvogel aus der Familie Macrosphenidae. Sie ist in Somalia und Äthiopien heimisch. Das Artepitheton ehrt Philippa Gaffikin, die Ehefrau des Erstbeschreibers John George Williams (1913–1997).

## Merkmale
Die Kurzschnabelsylvietta erreicht eine Größe von 8 cm und ein Gewicht von 9 bis 10 g. Die Gefiederfärbung ist überwiegend grau an der Oberseite und gelblich an der Unterseite. Der kurze Schnabel ist grau. Die Unterschnabelbasis ist rosa. Oberkopf und Oberseite sind aschgrau. Der schmale Überaugenstreif ist weißlich. Die Zügel und die Gesichtsmaske sind dunkelgrau. Die Oberflügel und der Stummelschwanz sind graubraun. Die Hand- und Armschwingen haben schmale helle Säume. Das Kinn und die Kehle sind weiß. Der Bereich von der Brust bis zu den Unterschwanzdecken ist hellgelb. Brust und Flanken sind graubraun durchsetzt. Die Beine sind bräunlichrot. Die Geschlechter sehen gleich aus. Das Jugendkleid wurde bislang nicht beschrieben.

## Lautäußerungen
Der Gesang besteht aus einem sich wiederholenden „ti-chirr-cheesis“ mit einer höheren Mittelnote. Der Ruf besteht aus einem „chirr“ und einem lauten „chink“.

## Verbreitung und Lebensraum

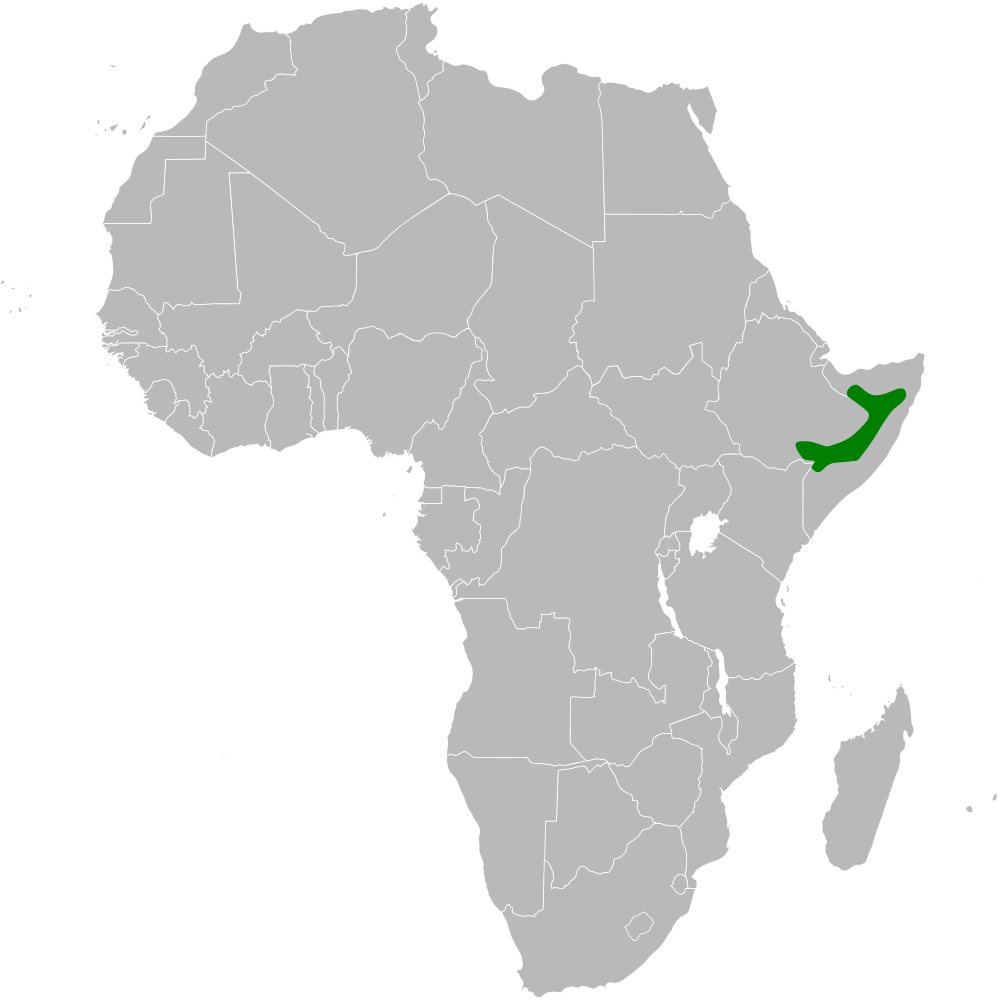
Verbreitungsgebiet (grün) der Kurzschnabelsylvietta

Die Kurzschnabelsylvietta kommt im Nordwesten, in der Mitte und im Südwesten von Somalia vor, insbesondere von Burao und Daba Dalol südwärts bis Iesomme sowie in der Umgebung von Wajit und Lugh. Auch im benachbarten Südosten Äthiopiens (in den Regionen Bhogal und Gheraro) wurde sie beobachtet. Die Kurzschnabelsylvietta bewohnt trockenes Akazien- und Commiphora-Buschland, hauptsächlich auf Felsgrund oder roten Sandboden sowie auf der Hochebene im landeinwärts in Höhenlagen von 300 bis 600 m.

## Lebensweise
Die Kurschnabelsylvietta ist ein Standvogel. Ihre Nahrung besteht aus kleinen Käfern (Coleoptera) und anderen Insekten, einschließlich kleinen Raupen. Dabei werden Zweige, Blätter und Blüten, insbesondere solche von Akazien, abgesucht. Sie ist gewöhnlich in kleinen Gruppen zu beobachten oder mit anderen Arten vergesellschaftet. Über das Brutverhalten ist kaum etwas bekannt. Die Brutzeit liegt zwischen Mai und Juni.

## Status
Die IUCN stuft diese Art in die Kategorie „unzureichende Datenlage“ (data deficient) ein. Sie ist ziemlich häufig, soll aber ein kleines und eingeschränktes Verbreitungsgebiet haben.

## Systematik
Die Kurschnabelsylvietta gehörte ursprünglich zur Familie der Grasmückenartigen (Sylviidae). Nachdem 2008 die afrikanischen Gattungen Sylvietta, Macrosphenus, Melocichla, Sphenoeacus, Achaetops und Cryptillas von der Familie Sylviidae abgespalten und in die 1983 von Hans Edmund Wolters aufgestellte Familie Macrosphenidae gestellt wurden, erfolgte 2010 die Übernahme dieses Transfers durch den International Ornithological Congress.